# Campeonato Mundial de Esqui Nórdico
O Campeonato Mundial de Esqui Nórdico é um evento de esqui nórdico organizado pela Federação Internacional de Esqui (FIS). O campeonato é realizado atualmente de dois em dois anos, nos anos ímpares. A competição inclui três disciplinas do esqui nórdico: o esqui cross-country, o combinado nórdico e o salto de esqui. As provas de biatlo são disputados no Campeonato Mundial de Biatlo.

## Edições
Até os Jogos Olímpicos de Inverno de 1980, os campeões olímpicos também foram considerados campeões mundiais, exceto no combinado nórdico. As edições dos Jogos Olímpicos estão marcadas em amarelo.
| #  | Ano  | Sede                                                     | Eventos |
| -- | ---- | -------------------------------------------------------- | ------- |
| 1  | 1924 | Chamonix                                                 | 3       |
| 2  | 1925 | Janské Lázně                                             | 4       |
| 3  | 1926 | Lahti                                                    | 4       |
| 4  | 1927 | Cortina d'Ampezzo                                        | 4       |
| 5  | 1928 | St. Moritz                                               | 3       |
| 6  | 1929 | Zakopane                                                 | 4       |
| 7  | 1930 | Oslo                                                     | 4       |
| 8  | 1931 | Oberhof                                                  | 4       |
| 9  | 1932 | Lake Placid                                              | 3       |
| 10 | 1933 | Innsbruck                                                | 5       |
| 11 | 1934 | Sollefteå                                                | 5       |
| 12 | 1935 | Vysoké Tatry                                             | 5       |
| 13 | 1936 | Garmisch-Partenk                                         | 4       |
| 14 | 1937 | Chamonix                                                 | 5       |
| 15 | 1938 | Lahti                                                    | 5       |
| 16 | 1939 | Zakopane                                                 | 5       |
| —  | 1941 | Cortina d'Ampezzo                                        | 5       |
| 17 | 1948 | St. Moritz                                               | 4       |
| 18 | 1950 | Lake Placid (salto de esqui) Rumford (cross-country)     | 5       |
| 19 | 1952 | Oslo                                                     | 5       |
| 20 | 1954 | Falun                                                    | 8       |
| 21 | 1956 | Cortina d'Ampezzo                                        | 7       |
| 22 | 1958 | Lahti                                                    | 8       |
| 23 | 1960 | Squaw Valley                                             | 7       |
| 24 | 1962 | Zakopane                                                 | 10      |
| 25 | 1964 | Innsbruck                                                | 9       |
| 26 | 1966 | Oslo                                                     | 10      |
| 27 | 1968 | Grenoble                                                 | 9       |
| 28 | 1970 | Vysoké Tatry                                             | 10      |
| 29 | 1972 | Saporo                                                   | 9       |
| 30 | 1974 | Falun                                                    | 10      |
| 31 | 1976 | Innsbruck                                                | 9       |
| 32 | 1978 | Lahti                                                    | 11      |
| 33 | 1980 | Lake Placid                                              | 9       |
| —  | 1980 | Falun                                                    | 1       |
| 34 | 1982 | Oslo                                                     | 13      |
| —  | 1984 | Sarajevo                                                 | 3       |
| —  | 1984 | Rovaniemi (combinado nórdico) Engelberg (salto de esqui) | 2       |
| 35 | 1985 | Seefeld                                                  | 13      |
| 36 | 1987 | Oberstdorf                                               | 13      |
| 37 | 1989 | Lahti                                                    | 15      |
| 38 | 1991 | Val di Fiemme                                            | 15      |
| 39 | 1993 | Falun                                                    | 15      |
| 40 | 1995 | Thunder Bay                                              | 15      |
| 41 | 1997 | Trondheim                                                | 15      |
| 42 | 1999 | Ramsau                                                   | 16      |
| 43 | 2001 | Lahti                                                    | 19      |
| 44 | 2003 | Val di Fiemme                                            | 18      |
| 45 | 2005 | Oberstdorf                                               | 19      |
| 46 | 2007 | Saporo                                                   | 18      |
| 47 | 2009 | Liberec                                                  | 20      |
| 48 | 2011 | Oslo                                                     | 21      |
| 49 | 2013 | Val di Fiemme                                            | 21      |
| 50 | 2015 | Falun                                                    | 21      |

     Jogos Olímpicos.